# Megadyptes
Megadyptes is een geslacht van de orde der pinguïns. Het geslacht omvat één levende en één uitgestorven soort. Onderzoek aan fossielen en aan het DNA van zowel de fossiele vondsten als aan de nog levende soort  geeloogpinguïn (Megadyptes antipodes) wees uit dat er een voorganger is geweest, de  waitaha-pinguïn (M. waitaha). In prehistorische tijden, voor de kolonisatie door de Polynesiërs (omstreeks 1200 na Chr.) had deze soort een grote verspreiding langs de oostkust van het Zuidereiland van Nieuw-Zeeland. Na 1500 worden alleen resten van de nog levende geeloogpinguïn op het Zuidereiland gevonden. Deze soort kwam voor 1500 alleen voor op de Nieuw-Zeelandse sub-antarctische eilanden zoals de Aucklandeilanden en Campbell-eiland.
De geeloogpinguin, die nu door de Europese kolonisatie een bedreigde soort van de Rode Lijst van de IUCN is, profiteerde aanvankelijk  van het uitsterven van de waitaha-pinguïn en kon zijn verspreidingsgebied uitbreiden in de paar honderd jaar tussen de Polynesische en de Europese kolonisatie.

## Soorten
- Megadyptes antipodes – Geeloogpinguïn

### uitgestorven
- † Megadyptes waitaha – Waitaha-pinguïn